# Spider-Man
Spider-Man eller Spiderman (Edderkoppen/bogst. "Edderkoppemanden") er en tegneserie-figur skabt af Stan Lee og Steve Ditko og er i dag en af verdens top-tre mest populære tegneseriehelte (baseret på undersøgelser foretaget af Discovery Channel). Figuren optrådte første gang i tegneserien Amazing Fantasy #15 i august 1962. Spider-Man indgår i superhelte-universet fra det amerikanske forlag Marvel Comics, og har på dansk tidligere været udgivet under navnet Edderkoppen, men siden 1999 er Marvels serier i Danmark blevet udgivet med de amerikanske navne.
Spider-Mans civile navn er Peter Parker; en ung mand, der som teenager blev bidt af en radioaktiv edderkop, og dermed opnåede overmenneskelig styrke og evnen til at klatre på vægge og andre overflader. Som hjælpemiddel opfandt han to netskydere og patroner fyldt med netvæske, en slags syntetisk edderkoppespind, han selv havde opfundet, og som udvider sig i kontakt med luften. Han brugte disse ting både som transportmiddel, da de gjorde ham i stand til at svinge sig mellem høje bygninger, og som våben, da han kunne spinde sine fjender ind.
Fra starten tog Peter Parker ikke sine kræfter alvorligt, men da han undlod at stoppe en tyv, der siden slår hans onkel Ben ihjel, bliver hans samvittighed den drivkraft, der gør, at han bruger sine kræfter i det godes tjeneste – under onkel Bens motto: "Med store kræfter følger et stort ansvar".
Spider-Man er også blevet både animeret og filmatiseret flere gange.

## Baggrund
Peter Benjamin Parker er søn af Richard Parker og Mary Fitzgerald-Parker, som begge var hemmelige agenter, først for CIA, dernæst for Marvels fiktike agentfirma, S.H.I.E.L.D.. Deres sidste opgave var, som dobbeltagenter, at infiltrere en organisation ledet af Albert Malik, der senere påtog sig identiteten Red Skull, da originalen var væk. Malik opdagede dog deres sande intentioner og arrangerede derfor et flystyrt, som resulterede i deres død, og efterlod Peter forældreløs.
Peter voksede op med sin onkel, Benjamin Parker, og sin tante, May Reilly Parker, som boede i Forest Hills området af Queens, New York. Selvom han blev elsket af dem, så var han ikke så heldig med sit sociale liv. Peter var utroligt interesseret i videnskab, hvilket desværre resulterede i, at han ikke var specielt populær. I skolen blev han ofte mobbet af de mere populære unger, typisk Flash Thompson, som var skolens topatlet og den mest populære dreng. For at gøre situationen en tand værre, så havde tante May givet Peter et par læsebriller, fordi hun var bange for, at alt det Peter læste ville have en negativ effekt på hans syn. Da disse briller blev knust i en slåskamp med Flash Thompson, så Peter ingen grund til at skaffe sig nogle nye, da han ikke havde brug for dem til at starte med. NB! Dette gælder kun i den originale tegneserie om Spider-Mans oprindelse.
Som 15-årig tog Peter på en videnskabelig udstilling, hvor han blev bidt af en edderkop, som var blevet radioaktivt bestrålet. Biddet gav ham mægtige edderkoppelignende kræfter. Han opfandt derefter selv to mekaniske "netskydere" med tilhørende "netpatroner", som var et syntetisk net han også selv havde opfundet. NB! I første film serie, havde Spider-man indbyggede netskydere i huden, men i de nyere har han "netskyderne".
Da han først opdagede kræfterne, han var i besiddelse af, prøvede han at tjene penge på dem, ved at optræde som bryder. Han skabte Spider-Man identiteten, hyrede en agent og begyndte at tjene penge på sin bryderkarriere og mange tv-optrædener. En aften, efter et show, nægtede Spider-Man at stoppe en tyv, som løb forbi ham i en gang. Da vagten, som jagtede tyven, spurgte hvorfor han intet havde gjort, så svarede Spider-Man blot, at det ikke var hans job at standse forbrydere. Senere samme aften blev hans elskede onkel Ben dræbt af den samme tyv, som Spider-Man tidligere havde nægtet at standse. Peter følte sig skyldig, eftersom han indså, at havde han blot standset tyven da han havde chancen, så havde onkel Ben stadig været i live. Spider-Man viede derfor sit liv til at standse uretfærdighed under mottoet: "Med store kræfter følger et stort ansvar".

## Kræfter og evner

### "Klæbeevne"
Spider-Man er i stand til at hænge fast til alle overflader, med en hvilken som helst del af kroppen, hvilket betyder at han er i stand til at fx kravle på vægge. Han er endda i stand til at støtte ting, mange gange hans egen vægt, mens han står på en fast vertikal overflade (fx muren på en bygning). Han kan også gribe ting med en hvilken som helst del af kroppen. Fx vil han være i stand til at gribe en bold med undersiden af sin fod eller spidsen af sin finger. Der har ikke været nogle præcise forklaringer på hvordan han er i stand til at hænge fast til overflader. I filmen er hans krop dækket af små fine hår, ligesom på en rigtig edderkop, som han er i stand til at trække ud og ind, og som gør at han kan hænge fast til væggen. Dette er dog ikke helt logisk, da hårene ikke ville kunne komme gennem hans dragt, og derved komme i direkte berøring af det han hænger fast/kravler på. Et andet forslag til hvordan han gør, stammer fra tegneserien. I et nummer blev det foreslået, at Spider-Man er i stand til at skabe et statisk elektrisk felt omkring sin krop, hvilket gjorde at han kunne sidde fast på en væg (i princippet er det det samme, som når man gnider en ballon mod en uldsweater, og den så sidder fast på væggen). Dette forslag er meget sandsynligt, da den stadig vil gøre det muligt for ham at kravle, på trods af at have dragt på og også fordi det på et tidspunkt lykkedes Electro at ophæve Spider-Mans evne vha. elektricitet.

### Fysisk styrke
Spider-Man har overmenneskelig styrke, hvilket gør ham i stand til at løfte op til flere tons ad gangen. Hans benmuskler er efterhånden blevet så stærke, at han kan hoppe flere etager lodret op og en distance af op til flere karréer. Andre aspekter af hans utrolige fysik er hans forbedrede reflekser, smidighed og hurtighed.

### Helefaktor
Spider-Man har ikke den samme form for aktive helefaktor som blandt andre Wolverine, Sabretooth og Deadpool, men han er i stand til at hele hurtigere end normale mennesker, og han er bedre i stand til at modstå gifte, selvom han ikke er immun overfor almindelige sygdomme, som fx forkølelse. Hans huds densitet er også større en på en normalt menneskes, hvilket gør den mere holdbar og modståelig over for slag med stumpe objekter og traumer. Han er dog ikke skudsikker.

### Edderkoppesans
Edderkoppesansen, også kaldet "faresansen", er en slags sjette sans, som aktiveres af hans underbevidsthed, i form af en kilden i baghovedet, når han er i fare. Faresansen kan ikke fortælle ham hvad faren er, kun hvor stor den er, som han bedømmer ud fra hvor stærkt faresansen reagerer, og hvilken retning faren kommer fra. Hvis en af hans fjender skulle passere Peter Parker, og derfor sandsynligvis ikke have intentioner om at skade ham, så vil edderkoppesansen kun summe svagt, hvorimod den vil summe på et nærmest smertefuldt niveau, skulle nogen, nær eller fjern (fx en skarpskytte) være få sekunder fra et dræbende skud (eller lignende). Edderkoppesansen reagerer endda på andre former for farer, fx hvis han er ved at blive opdaget mens hans skifter til en af sine identiteter. De eneste fjender der indtil videre har haft succes med at "snyde" edderkoppesansen har været Jackal (Sjakalen, Miles Warren), Green Goblin (den grønne gnom, Norman Orsborn), Mysterio (Quintin Beck) og symbioterne Venom (Krybet) og Carnage (Blodbad/Splatter). Green Goblin satte edderkoppesansen ud af kraft, ved at bruge en gas, som midlertidigt undertrykkede det som satte edderkoppesansen i gang. Han udnyttede dette til at følge efter Spider-Man, og lære hans hemmelige identitet at kende. Hvad symbioterne angår, så mener man, at det er fordi Venom-symbioten har være bundet til Peter Parker (dette skete under Den Skjulte Strid, hvor symbioten blev introduceret som en ny dragt). Så faresansen opfatter den som en forlængelse af Spider-Mans krop og reagerer derfor ikke, ligesom hvis han skulle begynde at slå på sig selv, så ville edderkoppesansen opfatte at det er hans egen krop der gør det, og derfor ikke reagere. Carnage-symbioten er så et direkte afkom af Venom-symbioten, og har derfor samme fordel over Spider-Man. Hvad Jackal angår, så er det hele meget mere sløret. Det lykkedes ham at snige sig op på Spider-Man og angribe ham bagfra med sine forgiftede kløer, der var kraftige nok til at slå Spider-Man helt ud (slutningen på det ene nummer). Forklaring i tegneserien lød på, at det var fordi at Miles Warren, Jackals "hemmelige" identitet (han afslører den i starten af det næste nummer), var ven og lærer af Peter Parker, Spider-Mans hemmelige identitet. Det skulle så derfor have været deres venskabsbånd, og den tillid Peter havde til Warren som lærer, der forhindrede edderkoppesansen i at gå i gang og derved advare ham.

### Net
I starten brugte Spider-Man mekaniske netskydere med netpatroner, som han selv havde lavet. Nu har han dog fået organiske "netskydere", mere præcist, han har fået organiske spindevorter på håndleddene, hvorfra han kan udsende en netline. Spider-Man har en gang før haft organiske netskydere. Dette var dengang han var bundet til Venom-symbioten. "Netskyderne" var placeret på håndryggen (markeret med en hvid firkant på en ellers sort dragt) og på en telepatisk ordre fra Spider-Man, ville symbioten omdanne en del af sig selv til en netline, som den så ville sende af sted. Dette faktum brugte Spider-Man under en kamp med Venom, ved at smide ham ud fra en høj bygning og skære netlinen over, hver gang Venom prøvede at redde sig selv ved at sende en netline af sted. Til sidst var der ikke nok af symbioten til at den kunne afsende en netlinie og stadig holde sig i live.

## Hjælpemidler

### Netskydere
Spider-Man opfandt netskyderen, som gør det, navnet antyder: Den skyder med net. (Kig under "Netpatroner" før bedre forklaring af net.) Selve mekanismen er placeret rundt om håndleddet, mens aftrækkeren er en knap placeret i håndfladen. Mekanismen er lavet på en sådan måde, at fingrenes placering og trykket de skal påføre knappen, skal være helt præcis, så han ikke kommer til at skyde net af ved et uheld, f.eks. når han knytter næven eller tager fat i nogen eller noget.
Netskyderen kan skyde net af på tre forskellige måder:
1. Som en netline, der er utrolig klæbrig i enderne, men kun let klistret langs ydersiden. Dette er for at Spider-Man let kan slippe linen, når han svinger sig rundt i byen og for at det ikke er for besværligt for politiet at skære en forbryder ned, som Spider-Man har fanget og bundet fast til en væg eller lygtepæl.
2. Som et net (den slags gladiatorer bruger til at holde en modstander fast). Denne bruges i stil med gladiatorerne, nemlig holde en forbryder fast til jorden, eller for at fange dem i en gyde, ved at dække udgangene med denne type net, så de ikke kan komme ud.
3. En ufattelig klæbrig flydende masse. I princippet tømmer han bare hele netpatronen på en gang, ved at åbne dyssen fuldstændig, så nettet kun når at udvide sig, men ikke at få en lineform. Han bruger sjældent dette, muligvis kun de gange han har kæmpet mod Rhino.

### Netpatroner
Netpatronerne er fyldt med en syntetisk netvæske, Spider-Man selv har lavet, ved hjælp af de kemikalier der bruges til billedfremkaldelse. Netpatronerne opbevarer han i sit bælte, så han let og hurtigt kan skifte en tom netpatron ud med en fyldt. Nettet opløses efter en time, for til den tid har den tjent sit formål, og man undgår, at der er net over hele byen.

### Netbælte
Netbæltet er hvor Spider-Man opbevare sine netpatroner. Derudover har han en lygte, sat hvor bæltespændet normalt ville være, udformet som hans maske. Han bruger den både til at skræmme en forbryder, som er uvidende om at Spider-Man følger efter ham (som en slags chokeffekt), og til at lyse op, når han kravler mørke steder, f.eks. kloakkerne.

### Spinderen
Spinderen er en bil, som er lavet af Spider-Man og Johnny Storm, også kendt som Human Torch. Desværre kan Spider-Man ikke køre bil, så under testkørslen, kørte han den ud i Hudsonfloden. Den blev bjerget af opfinderen kendt som Tinker, og brugt som et middel til at få has på Spider-Man. Dette lykkedes dog aldrig.

## Videnskab kontra mystik
Den populære historie om Spider-Mans oprindelse kender alle fans af Spider-Man. Den unge Peter Parker blev bidt af en radioaktiv edderkop, som gav ham edderkoppelignende kræfter, takket været blandingen af edderkoppegift og radioaktivitet. Dette er der nu sat spørgsmålstegn til. Sammen med introduktionen af Ezekiel, en person med kræfter lig Peters, i Spider-Man #37 (2002) kom der en alternativ forklaring. Var det strålingen som gjorde edderkoppen i stand til at give Spider-man sine kræfter? Eller prøvede den at overføre sine kræfter til ham før strålingen dræbte den? Det var disse spørgsmål som for alvor ændrede Spider-Mans opfattelse af sig selv, sine kræfter og verdenen omkring ham. 